# جودي غير
جودي غير (بالإنجليزية: Julia Geer)‏ هي مجدفة أمريكية، ولدت في 11 يوليو 1953 في نيويورك في الولايات المتحدة.

## وصلات خارجية
- جودي غير على موقع الاتحاد الدولي للتجديف (الإنجليزية)
- جودي غير على موقع اللجنة الأولمبية الدولية (الإنجليزية)
- جودي غير على موقع أوليمبيديا (الإنجليزية)